# Царевка (Житомирская область)
Царевка (укр. Царівка) — село на Украине, основано в 1861 году, находится в Коростышевском районе Житомирской области.
Население по переписи 2001 года составляет 206 человек. Почтовый индекс — 12502. Телефонный код — 4130. Занимает площадь 0,183 км².

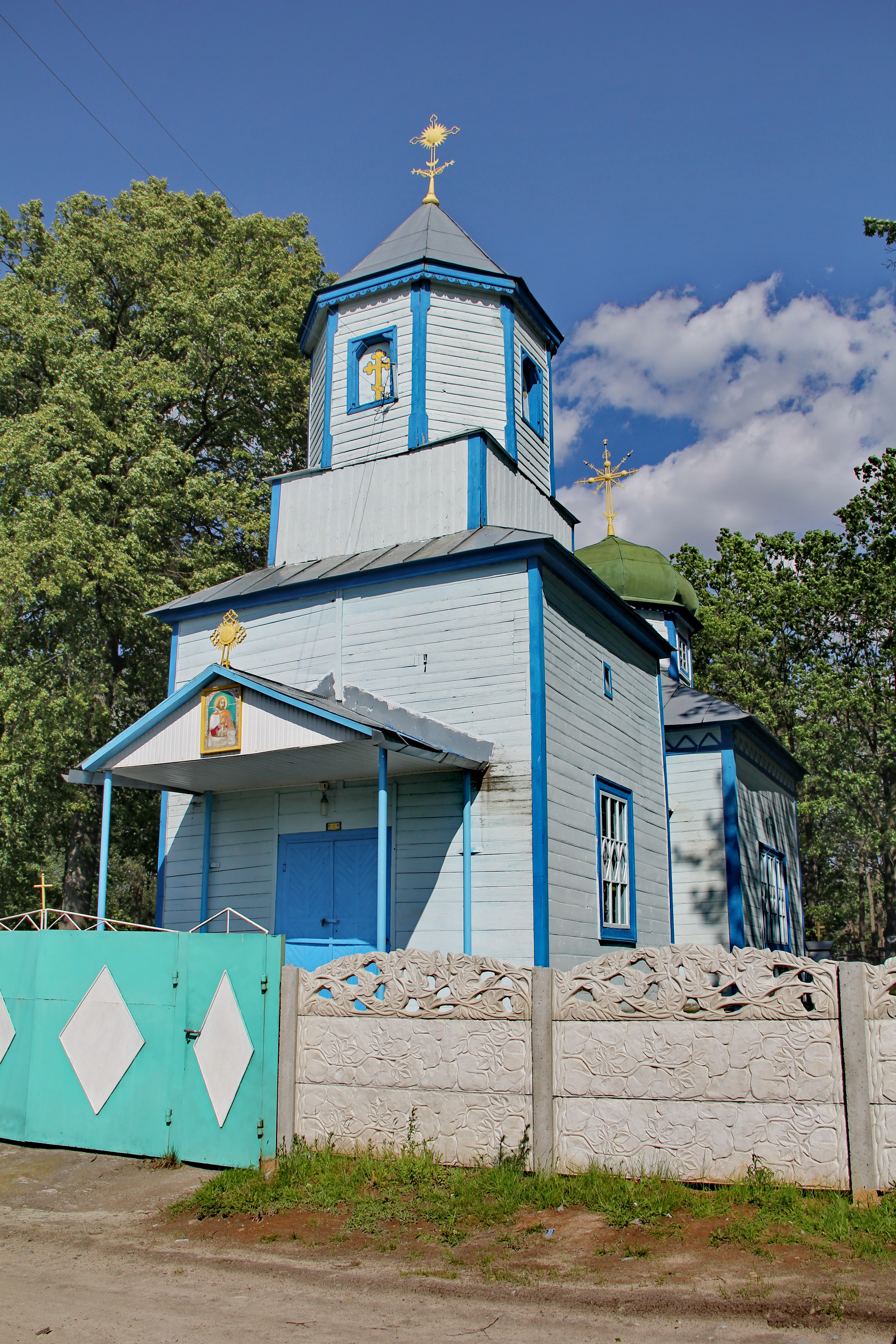
Церковь в селе

## Адрес местного совета
12530, Житомирская область, Коростышевский р-н, с.Квитневое